# نظرمحمد سلیمانی
نظرمحمد سلیمانی سلیمانی (متولد ۱۲۷۸ روستای جوزقان تایباد، درگذشته ۱۳۵۷ تایباد) از نوازندگان برجسته دوتار شرق خراسان بوده‌است. وی فراگیری دوتارنوازی را از کودکی و در نزد پدرش آغاز کرده بود و از نخستین نوازندگانی بود که نوای سازش از رادیوی خراسان شنیده شد. با توجه به مهارتی که در نوازندگی دوتار بر پایه موسیقی نواحی خراسان داشت هنرش مورد توجه قرار گرفت و در جشنواره‌های مختلفی نیز شرکت کرد. وی از جمله اساتیدی بود که فوزیه مجد در دهه‌ی ۵۰ طی پژوهش و گردآوری موسیقی نواحی ایران، از ناحیه شرق خراسان اجراهای وی و همین طور صدای مراد علی سالار احمدی را ضبط و بایگانی کرد.

## سبک و شیوه دوتار نوازی
شیوه دوتارنوازی نظرمحمد سلیمانی به علت پیچیدگی زیاد و پنجه‌گردانی‌های متعدد امروزه در میان نوازندگان منطقه تایباد رواج دارد. امروز بسیاری از نوازندگان دوتار در تربت جام تحت تأثیر شیوه‌ی نوازندگی عبدالله سرور احمدی و ذوالفقار عسکریان به نوازندگی می‌پردازند.